# Картасикт
Картасикт  — деревня в Сысольском районе Республики Коми в составе сельского поселения  Куратово. 

## География
Расположена у западной границы центра поселения села Куратово на северо-запад.  

## История
Известна с 1678 года.

## Население
Постоянное население  составляло 30 человека (коми 97%) в 2002 году, 30 в 2010 .